# Luigi Gubitosi
Luigi Gubitosi (Napoli, 22 maggio 1961) è un dirigente d'azienda italiano.
È stato direttore generale della Rai dal 17 luglio 2012 al 6 agosto 2015 e Commissario Straordinario di Alitalia dal 2 maggio 2017 al 20 novembre 2018. Dal 7 maggio 2018 al 17 dicembre 2021 è stato nel consiglio di amministrazione di TIM, di cui dal 18 novembre 2018 al 26 novembre 2021 è stato anche amministratore delegato e direttore generale. Dall'ottobre 2023 all'aprile 2025 è stato presidente della Luiss Guido Carli. 

## Biografia

### Studi
Laureato a Napoli in Giurisprudenza presso l'Università Federico II, ha fatto studi di economia presso la London School of Economics and Political Science e conseguito un master in Business Administration all'INSEAD di Fontainebleau.

### Carriera
Dal 1986 al 31 luglio 2005 ha ricoperto diversi incarichi nel Gruppo Fiat: direttore finanziario, vicepresidente e responsabile Tesoreria di Gruppo; è stato presidente del consiglio di amministrazione di Fiat Partecipazioni e membro del consiglio di amministrazione di Fiat Auto, Ferrari, CNH, Iveco, Itedi - Italiana Edizioni, Comau e Magneti Marelli.
Viene nominato il 1º agosto 2005 direttore finanziario di Wind Telecomunicazioni; dal 1º luglio 2007 al 27 aprile 2011 è stato amministratore delegato della compagnia. È stato membro del Consiglio di amministrazione di Cometa, fondo pensione dei metalmeccanici, e membro del Comitato organizzatore delle Olimpiadi degli scacchi svoltesi a Torino nel 2006.
Il 30 novembre 2011 viene designato country manager e responsabile della divisione Corporate and Investment Banking della Bank of America per l'Italia, ruolo che ricopre dal 1º dicembre 2011. È professore nel corso avanzato di Finanza Aziendale presso la Luiss, dove ha insegnato anche Strategie d'Impresa.
Il 17 luglio 2012 viene nominato direttore generale della Rai con una delibera del consiglio di amministrazione basata su 8 voti favorevoli e l'astensione di Antonio Verro, consigliere espresso dal PDL. In qualità di direttore generale della Rai, succede a Lorenza Lei. Il 18 luglio il consiglio di amministrazione della Rai approva il suo contratto a tempo determinato che prevede un compenso di 650.000 euro annui. A partire dal primo maggio 2014 e fino alla fine del mandato, sarà ridotto a 240.000 euro, in linea con le nuove regole previste dal governo Monti e confermate dalla legge di stabilità del 2014.
Nel corso della sua gestione, si conclude la quotazione di Rai Way, ammessa alla Borsa di Milano il 19 novembre 2014. Gubitosi è il primo direttore generale RAI con un contratto a tempo determinato, la cui scadenza è fissata a luglio 2015, ma rimane in carica fino al 6 agosto 2015 quando gli succede Antonio Campo Dall'Orto.
Il 2 maggio 2017 viene nominato Commissario Straordinario di Alitalia dal Ministro Carlo Calenda, insieme a Enrico Laghi e Stefano Paleari, in seguito all'esito negativo della consultazione referendaria dei lavoratori Alitalia per l'approvazione del pre-accordo siglato tra sindacati e azienda.
Dal 7 maggio 2018 è membro del CdA di Telecom Italia in quota Elliott e il 18 novembre dello stesso anno viene nominato amministratore delegato e direttore generale di Telecom Italia, in sostituzione dello sfiduciato Amos Genish. Il 26 novembre 2021 ha rimesso le deleghe, rimanendo però nel consiglio, per permettere "una più serena e rapida valutazione della non binding offer di KKR". Il 17 dicembre si è poi dimesso definitivamente dal consiglio.
Dal 20 maggio 2020 è vice presidente per il digitale di Confindustria e dal 23 novembre entra nel board di GSMA.  Da settembre 2021 è visiting fellow alla Oxford University e da novembre siede nel consiglio dell'Istituto italiano di tecnologia.
In seguito al rinnovo del Consiglio d'Amministrazione della Luiss, nell'ottobre 2023 Gubitosi ha assunto l'incarico di Presidente dell'Ateneo romano, succedendo a Vincenzo Boccia.  Mantiene l'incarico fino all'aprile 2025, venendo sostituito da Giorgio Fossa.